# Mariano Doporto Marchori
Mariano Doporto Marchori, né à Cáceres le 18 janvier 1902 et mort à Dublin le 8 septembre 1964, est un physicien et météorologue espagnol, directeur du Irish Meteorological Service de 1948 jusqu'à mort.

## Biographie
Il étudie les sciences à l'Université centrale de Madrid et se spécialise en physique en 1923.
Il commence sa carrière comme assistant météorologique à l'Office central de météorologie de Madrid entre 1924 et 1927. Il devient ensuite directeur de l'Observatoire météorologique de Igeldo à Saint-Sébastien en 1927. Durant ses 10 années à cet endroit, il entreprit sa modernisation technique, réalisa des relevés aérologiques, commença la série des « Publications de l'Observatoire » et les « Résumés d'observations météorologiques », en faisant l'un des observatoires espagnols à la plus fine pointe.
Il est diplômé en physique expérimentale à l'Université de Barcelone en 1938, en pleine guerre d'Espagne. En 1939, il doit s'exiler à Bayonne, avant de rejoindre l'Irlande, où il entre au Irish Meteorological Service (Service météorologique irlandais, futur Met Éireann) en 1940. Il devient le directeur de cette institution en 1948 et y reste jusqu'à sa mort en 1964.
Il étend le réseau des stations météorologiques de ce service, crée un centre d'analyses radioactives, met sur pied une section de développement de la prévision à long terme et participe à de nombreuses réunions organisées par l'Organisation météorologique internationale (OMI) et son successeur, l'Organisation météorologique mondiale (OMM), en tant que représentant irlandais.
Marchori publie plusieurs articles de météorologie dans des revues de scientifiques dont : « La structure de l'atmosphère: troposphère et stratosphère » dans les Annales de la Société espagnole de physique et de chimie en 1927, « Cinquante-cinq ans d'observations pluviométriques à San Sebastián (1878-1932) » dans Publicaciones del Observatorio de Igueldo en 1933 et « Le niveau isopycnique et le couplage de la tropopause et des ondes de surface » dans les Annales de Géophysique en 1951 et « Surfaces nodales dans l'atmosphère avec une référence particulière aux niveaux de mouvement isopycnique et horizontal » dans Archives de météorologie, géophysique et bioclimatologie en 1964.